# マッコーネル物語
『マッコーネル物語』（The McConnell Story）は、1955年に公開されたアメリカ合衆国の映画。朝鮮戦争で活躍したアメリカ空軍のパイロットジョセフ・C・マッコーネルの半生を脚色を加えて描いた作品。監督はゴードン・ダグラス。出演者はアラン・ラッドなど。

## キャスト
※括弧内は日本語吹替（初回放送1967年7月2日『日曜洋画劇場』）
- ジョセフ・C・マッコーネル大尉：アラン・ラッド（金内吉男）
- パール“ブッチ”・ブラウン・マッコーネル：ジューン・アリソン（山東昭子）
- タイ・ホイットマン：ジェームズ・ホイットモア（西田昭市）
- サイクス軍曹：フランク・フェイレン（塩見竜介）
- ボブ・ブラウン：ロバート・エリス（野田圭一）
- ニュートン・バス：ウィリス・ボーシェイ（北山年夫）
- ブラウン夫人：サラ・セルビー（中原郁江）
- 憲兵：グレゴリー・ウォルコット
- 指導医：エドワード・プラット[2]
- オフィスの兵士：ウィリアム・ハドソン[2]
- 少女時代のパティ・マッコーネル：シンディ・キャロル[2]
- パイロット・インストラクター：ダブス・グリア[2]
  - 日本語吹替その他：桂玲子